# قتل برایان تامپسون
برایان تامپسون، مدیر عامل ۵۰ ساله شرکت آمریکایی بیمه سلامت یونایتدهلت گروپ، در ۴ دسامبر ۲۰۲۴ در میدتاون منهتن، شهر نیویورک مورد اصابت گلوله قرار گرفت و کشته شد. تیراندازی در اوایل صبح در خارج از ورودی نیویورک رخ داد. تامپسون برای شرکت در نشست سالانه سرمایه گذاران شرکت به شهر آمده بود. قبل از مرگ، او بخاطر رد مطالبات بیمه از سوی افراد تحت پوشش با انتقاداتی بسیاری مواجه بود و خانواده‌اش گزارش دادند که او در گذشته تهدید به مرگ شده بود. بر روی جعبه‌های فشنگ استفاده شده در هنگام تیراندازی، عبارت‌های «تاخیر»، «انکار» و «دپو» درج شده بود. مظنون که مردی سفیدپوست با نقاب بود، از صحنه گریخت. در ۹ دسامبر ۲۰۲۴، مقامات لوئیجی منجیونی یک مرد ۲۶ ساله را در آلتونا، پنسیلوانیا دستگیر کردند و او را به قتل تامپسون در دادگاه متهم کردند.
مقامات گفتند که منجیونی یک صداخفه‌کن و یک تپانچه چاپ‌شده سه‌بعدی مطابق با موارد استفاده شده در حمله و نامه دست‌نویس کوتاهی به عنوان مانیفست در نقد از سیستم مراقبت‌های بهداشتی آمریکا، یک پاسپورت آمریکایی، و چندین شناسنامه تقلبی به همراه داشت. از جمله یک شناسنامه که برای اقامت در مسافرخانه در آپر وست ساید منهتن استفاده شده بود. مقامات همچنین گفتند که اثر انگشت او با آثاری که بازرسان در نزدیکی صحنه تیراندازی نیویورک پیدا کردند مطابقت دارد. پلیس بر این باور است که او از بیانیه یونابامر از تد کزینسکی الهام گرفته و انگیزه او دیدگاه‌های شخصی کزیسنکی در مورد بیمه سلامت است. منجیونی در ۹ دسامبر ۲۰۲۴ در آلتونا، پنسیلوانیا محاکمه شد. پس از چشم‌پوشی از استرداد در پنسیلوانیا، او در ۱۹ دسامبر در یک دادگاه فدرال در شهر نیویورک حاضر شد. این اتهامات شامل قتل درجه یک، قتل برای ترویج تروریسم، داشتن سلاح مجرمانه و آزار تعقیب است. او واجد مجازات اعدام است.
قتل تامپسون مورد توجه گسترده‌ای در آمریکا قرار گرفت و منجر به واکنش‌های دو قطبی شد. مقامات دولتی ابراز ناراحتی کردند و به خانواده تامپسون تسلیت گفتند ولی برخی صنعت بیمه درمانی آمریکا را نقد کردند. نظرسنجی‌ها نشان می‌دهد که اکثریت آمریکایی‌ها دیدگاه منفی نسبت به قاتل دارند ولی پاسخ‌دهندگان جوان‌تر و لیبرال‌ها بیشتر از منجیونی حمایت می‌کنند. در رسانه‌های اجتماعی، واکنش‌ها به قتل شامل تحقیر و تمسخر نسبت به تامپسون و گروه یونایتد هلث، همدردی و تمجید از منجیونی، و انتقاد از نظام سلامت ایالات متحده آمریکا و صنعت بیمه سلامت - عمدتاً در مورد شیوه‌های رد بیمه از طرف شرکت‌ها بود. پس از قتل پرس و جو در مورد خدمات حفاظتی و امنیت برای مدیران عامل شرکت‌ها افزایش یافت.